# Вламинк, Морис де
Морис де Вламинк (фр. Maurice de Vlaminck; 4 апреля 1876[…], Париж — 11 октября 1958[…], Rueil-la-Gadelière, Эр и Луар) — французский живописец-пейзажист, музыкант и писатель. Входил в группу «Диких» (фовистов). Стилистически близок к Андре Дерену и Кеесу ван Донгену.

## Биография
Морис де Вламинк родился 4 апреля 1876 года в Париже в семье музыкантов — скрипача, происходившего из Фландрии и пианистки, родившейся в Лотарингии. В 1878 году переехал с родителями в городок Ле-Везине (Иль-де-Франс). Ле-Везине расположен в 15 км к западу от Парижа, в излучине реки Сены. Морис обучался игре на скрипке под руководством отца, музыканта-педагога. Занимался велосипедным спортом.
С 17-летнего возраста Вламинк начинает регулярные занятия живописью в расположенной на острове Шату мастерской местного художника Анри Ригалона (Henri Rigalon)).
Поворотным моментом в биографии Вламинка стало случайное знакомство в пригородном парижском поезде с Андре Дереном. Вскоре, выйдя в отставку с военной службы, Вламинк арендовал совместную с Дереном студию в Шату, рядом с домом Альфонса Фурнеза. В ресторане этого дома 30-ю годами ранее проходили встречи Клода Моне, Альфреда Сислея, Эдгара Дега и Огюста Ренуара.

Дружеские отношения между Вламинком и Дереном длились всю жизнь, правда, с 15-летней паузой, которая закончилась примирением в 1942 году. Морис де Вламинк описал обстоятельства их знакомства в тексте, изданном по случаю открытия выставки в Парижской галерее «Bing» (март 1947):
В июле 1900 года, находясь в 15-дневном отпуске от военной службы, я сел на поезд Шату-Париж. В купе я оказался лицом к лицу с Андре Дереном. Прежде мы не никогда не пересекались, и знали друг друга только по внешности. Дерен присутствовал на велосипедных гонках, в которых я участвовал. Не раз он мог видеть меня со скрипкой или с коробкой красок под мышкой.
В то время Дерену было всего двадцать лет. Он был высоким, длинноногим парнем в пальто и в мягкой шляпе, смутно напоминавшим кого-то вроде Франсуа Вийона.
Я воскликнул, глядя ему в лицо с необъяснимым гневом:
— «Скоро будет ваша очередь надеть сапоги!»
— «Только в следующем году», — ответил он, немного ошеломлённый. Тем же вечером мы встретились на платформе и возобновили разговор. В результате мы решили работать вместе.
<…>
Из окон нашей мастерской мы могли видеть городок Шату, пришвартованные у берега барки, шпиль церкви, лошадей, огородников, которые пересекали мост, чтобы доставить морковь и репу. Для нас это была «школа Шату», давшая нам первые импульсы движения, которое потом стало называться фовизмом. Фовизм не был изобретением, но особым отношением, способом существования. Особой манерой действовать, думать, дышать.
Часто, когда Дерен приезжал в отпуск, мы с раннего утра уходили на поиски мотива вдоль течения Сены. Мы вышагивали от двадцати до тридцати километров, и наш энтузиазм был непревзойдённым.
Оригинальный текст (фр.)
Au mois de juillet 1900, étant en permission  de quinze jours (ma libération devait avoir lieu en septembre), j’avais pris à Chatou le train pour Paris. Dans le compartiment où j’étais monté, assis en face de moi se trouvait André Derain. Bien qu’habitant depuis toujours le même pays, nous ne nous étions jamais adressé la parole.
Nous nous connaissions seulement de vue, pour nous être souvent croisés dans les rues du village. Derain avait assisté à des courses de vélo auxquelles je participais. Maintes fois, il avait pu me rencontrer, mon violon sous le bras ou trimbalant des toiles et ma boîte à couleurs.
A cette époque, Derain avait à peine vingt ans. C’était un grand type efflanqué, aux longues jambes. Il était habituellement vêtu d’un manteau à pèlerine et coiffé d’un chapeau  mou. Il avait vaguement l’air d’un escholier de la Basoche du temps de Louis XV : quelque chose comme un François Villon amélioré…
Je ne sais quelle rage intempestive me le fit attaquer : -         « ça va bientôt être votre tour de chausser des godillots ! » -         « pas avant l’année prochaine, me répondit-il, un peu interloqué. » Le même  soir, nous nous retrouvions sur le quai et nous reprenions notre entretien. Le résultat de cette rencontre fut qu’on se promit de travailler ensemble.
De notre historique atelier, des fenêtres d’où l’on apercevait le village de Chatou, le bateau-lavoir amarré à la berge, le clocher, l’église, les chevaux que les charretiers menaient à l’abreuvoir, les voitures des maraîchers qui passaient le pont, pour aller charger les carottes de Montesson et les navets de Croissy, il ne reste, à l’heure où j’écris ces lignes, qu’un dérisoire rez-de-chaussée. Avant que la bâtisse ne s’écroulât définitivement, on la fit battre et on n’en laissa, avec les sous-sols, que quelques murs sur lesquels on posa un toit.
Pour nous, c’est toujours le lieu où fut fondée « l’école de Chatou », premiers germes, premiers essais du mouvement qui devait prendre le nom de Fauvisme. Le Fauvisme n’était pas une invention, une attitude. Mais une façon d’être, d’agir, de penser, de respirer. Très souvent, quand Derain venait en permission, nous partions de bon matin, à la recherche du motif.
Notre habituel terrain de chasse, c’était les côteaux de Carrières-Saint-Denis (Carrières-sur-Seine) qui étaient encore couverts de vignes et d’où l’on apercevait toute la vallée de la Seine. A notre approche, les grives, les alouettes, s’envolaient dans le ciel clair.
D’autres fois, nous partions, pour faire en explorateurs une balade à pied de vingt à trente kilomètres. Nous remontions la Seine jusqu’à Saint-Ouen en suivant la berge. Notre enthousiasme n’avait d’égal que notre endurance et notre bonne humeur. Cinq francs dans la poche : nous n’en demandions pas plus ! nous déjeunions au hasard d’un morceau de boudin ou de petit salé ; tout nous était bon et la vie nous paraissait belle. La fille qui nous servait, les masures dans le soleil, les remorqueurs qui passaient, traînant une file de péniches : la couleur de tout cela nous enchantait… c’était Chatou !
Морис де Вламинк

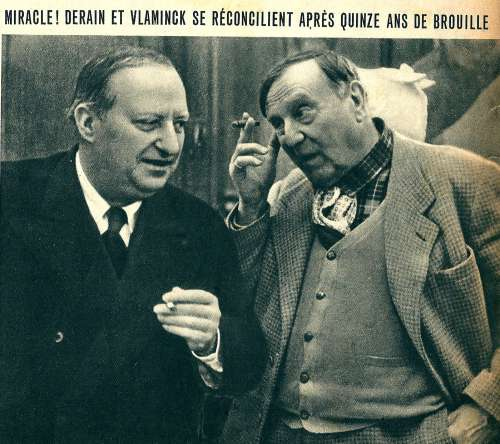
Морис де Вламинк (справа) и Андре Дерен
в Шату, через 42 года после первого знакомства. 1942

В 1901 году Вламинк посещает ретроспективную выставку Ван Гога. Увидев на этой выставке произведения рано ушедшего из жизни голландского мастера, Вламинк писал, что его «душа была перевернута от радости и отчаяния» так, что ему хотелось плакать.
В 1904 году одна из картин Вламинка попадает в галерею Берты Вейль.
Морис Вламинк считается одним из главных представителей такого направления французской живописи, как фовизм (1904—1908). В октябре 1905 года он участвовал (наряду с Матиссом, Дереном, Мангеном и Альбером Марке) в скандальном «Осеннем салоне», после которого влиятельный консервативный критик Луи Воксель (1870—1943) назвал молодого художника и его друзей «фовистами», фр. les fauves («дикими зверями», «бестиями»).
В 1906 году картины Вламинка покупает парижский маршан Амбруаз Воллар, а в 1907 году в галерее Воллара Вламинк делает свою первую выставку. Во время первой мировой войны Вламинк работал чертёжником на оборонном предприятии. В 1919 году он приобрел дом в Вальмондуа, который в 1925-м обменял на небольшое земельное владение в Руэлль-ла-Гадильере. В 1936 году Институт Карнеги в Нью-Йорке осуществил выставку работ Вламинка в США. После вступления немецких войск во Францию (1940) художник уехал в Нормандию, однако скоро вернулся в свой сельский дом. В 1941 году Вламинк примкнул к Лиге Антифашистов. В 1954-м он представлял свою страну на биеннале в Венеции.
Последние годы жизни Мориса Вламинка определялись его дружбой со швейцарским врачом Зигмундом Поллагом (Sigmund Pollag, 1888—1977), который собрал коллекцию графических работ художника и пожертвовал её в 1970 году в Kunstmuseum Bern (англ.). Вламинк — автор множества книг, в том числе автобиографий.

### Личная жизнь
В 1894 году Вламинк женился на Сюзанне Берли (Suzanne Berly; развелись в 1905). Вторым браком женат на Берте Комбе (Berthe Combes); у супругов были две дочери .
Умер художник 11 октября 1958 года в Рюэй-ла-Гадельер (фр.), департамент Эр и Луар.

## Работы
- «В баре» 1900 холст, масло 40 × 32 см (Музей Кальве (фр.), Авиньон)
- «Дома в Шату» ок. 1905 холст, масло 81,3 × 101.6 см (Институт искусств, Чикаго)
- «Ресторан „Ля Машин“ в Буживале» ок. 1905 холст, масло 60 × 81,5 см. (Музей Орсе, Париж)
- «Танцовщица из кафе „Дохлая крыса“» 1905 холст, масло 78 × 65 см (Gabriele und Werner Merzbacher, Kunstsammler, Цюрих)
- «Пейзаж. Вид на Рюэй» ок. 1905 перо, тушь 39,5 × 48 см
- «Красные деревья» 1906 холст, масло 65 × 81 см (Центр Помпиду, Париж)
- «Сена возле Шату» 1906 холст, масло 81,6 × 101 см (Метрополитен-музей, Нью-Йорк)
- «Андре Дерен» 1906 картон, масло 27 × 22.2 см (Метрополитен-музей, Нью-Йорк)
- «Баржи на Сене» 1907 холст, масло 81 × 100 см {ГМИИ им. А. С. Пушкина, Москва}
- «Берег Сены в Шату» 1907 холст, масло 59 × 80 см (Музей современного искусства города Парижа)
- «Стол. Натюрморт с миндалём» 1907 холст, масло 54 × 65.7 см (Частная коллекция)
- «Городок на берегу озера» ок. 1909 холст, масло. 81,3 × 100.3 см (Государственный Эрмитаж)
- «Акведук» 1910 ксилография 20.8 × 27.3 см
- «Автопортрет с трубкой» 1911
- «Мост в Шату» 1914 ксилография 25.7 × 33.6 см /блок, 40.7 × 49.1 см /лист (Национальная галерея Виктории, Мельбурн)
- «Бурный пейзаж» 1950 акварель, тушь 25 x 32 см (Kunstkontor Dr. Doris Möllers, Мюнстер)

## Книги
- «Опасные повороты» (1929)
- «Пейзажи и персонажи» (1953)
- Maurice de Vlaminck. Dangerous corner. — 1961. — 171 с.